# La Mothe-Achard
La Mothe-Achard là một xã ở tỉnh Vendée trong vùng Pays de la Loire, Pháp. Xã này có diện tích 8,73 kilômét vuông, dân số năm 2006 là 2340 người. Xã này nằm ở khu vực có độ cao trung bình 36 mét trên mực nước biển.

## Biến động dân số
| Năm | 1962  | 1968  | 1975  | 1982  | 1990  | 1999  | 2006  |
| --- | ----- | ----- | ----- | ----- | ----- | ----- | ----- |
| Dân số | 1 203 | 1 230 | 1 400 | 1 793 | 1 918 | 2 050 | 2 340 |
| From the year 1962 on: No double counting—residents of multiple communes (e.g. students and military personnel) are counted only once. |       |       |       |       |       |       |       |